# Codice civile
Lire en ligne

http://it.wikisource.org/wiki/Codice_civile

Codice civile de 1865
Le Codice civile de 1942 est le code civil italien.

## Historique
Après la Première Guerre mondiale, le Codice civile de 1865, élaboré en partie sur le modèle du Code Napoléon, parait trop archaïque et une commission de réformes est mise en place en 1923. Une commission semblable ayant également été composé en France, les deux pays s'entendent pour créer une Commission mixte. Cette commission propose en 1927 un texte unifié. Il est rejeté en France car depuis la montée au pouvoir de Mussolini, ce qui vient d'Italie est mal considéré. Il est également rejeté en Italie en 1939, car le projet, destiné à devenir le quatrième livre du code civil en gestation, à l'avis des juristes les plus proches du fascisme (dont Emilio Betti) n'est pas suffisamment évolué par rapport au Code Napoléon et ne s'inspire pas du Bürgerliches Gesetzbuch considéré comme supérieur. 
Le code civil promulgué en 1942 est le résultat du travail de plusieurs commissions de juristes qui ont succédé à la commission de 1923. En 1940, le nouveau garde des Sceaux, le comte Dino Grandi, décide d’arrêter les travaux pour le nouveau code du commerce et d'annexer la plupart de son contenu au nouveau code civil, avec les normes des obligations commerciales, des entreprises, des sociétés et du travail, ainsi que de faire rédiger un nouveau livre, le sixième, consacré à la protection des droits (unification du droit privé). On y ajoute en mars 1942 la Carta del lavoro rédigée en 1928, affirmant l'idéologie fasciste. Le nouveau code entre en vigueur le 21 avril 1942, en pleine Seconde Guerre mondiale. En fait, à partir de 1939 les six livres du nouveau codes étaient entrés en vigueur séparément.
Une fois Mussolini renversé, la Carta del lavoro est supprimée du code. Il est également épuré de toutes les dispositions inspirées de l'idéologie fasciste, dont les lois raciales de 1938.

## Contenu
Le Codice civile est divisé en six livres inspirés du Code civil suisse : Droit des personnes ; Droit de la famille ; Droit des successions et des biens ; Droit des obligations ; Droit du travail ; Protection des droits.
Sur le fond, le contenu reste largement inspiré du Code civil français mais les évolutions de la société moderne et les apports jurisprudentiels ont été intégrés au code. Le langage est néanmoins inspiré du Bürgerliches Gesetzbuch.

### Inexécution des contrats
Comme en droit français, la résolution des contrats ne peut se faire que par action en justice. Néanmoins, si une partie n'exécute pas son obligation, son cocontractant peut lui fixer un délai d'exécution, le diffida ad adempiere (supplétivement de quinze jours), qui, s'il est dépassé, entraine automatiquement la résolution du contrat,.

### Dommage moral
Contrairement au droit français, les dommages moraux ne sont susceptibles de réparation que s'ils sont nés d'une infraction,.

### Mariage
À la suite des accords du Latran, le 11 février 1929, les mariages religieux ont des effets civils. Les tribunaux ecclésiastiques sont compétents pour gérer ses affaires et le divorce n'est pas admis par la loi italienne jusqu'en décembre 1970.